# Caroline Duprez
Pour les articles homonymes, voir Duprez.
Caroline Duprez, née à Florence le 10 avril 1832 et morte à Pau le 17 avril 1875, est une soprano française, fille et élève du ténor Gilbert Duprez. Membre de la troupe de l’Opéra-Comique de 1852 à 1857, elle est la créatrice des principaux rôles des opéras-comiques composés à cette époque par Auber, Meyerbeer, Massé ou Halévy.

## Biographie
Caroline Duprez naît à Florence le 10 avril 1832. Elle est la fille de celui qui deviendra l’un des plus célèbres ténors français de son temps, Gilbert Duprez et de la cantatrice Alexandrine Duperron. Elle étudie avec son père et commence à se produire à Reims en 1850. Elle intègre ensuite le Théâtre italien de Paris, chante à Londres en 1851 puis à Bruxelles en 1851-1852. Elle revient à Paris en 1852 pour créer au Théâtre-Lyrique le rôle principal de l’ouvrage de son père Joanita.
Elle intègre pour 5 ans la troupe de l’Opéra-Comique avec laquelle elle crée les rôles d’Angela dans Marco Sparda de Daniel-François-Esprit Auber (1852), Catherine dans  L'Étoile du Nord de Meyerbeer (1854), Jenny Bell dans l’ouvrage éponyme d’Auber (1855), Simone dans Les Saisons de Massé (1855) et Valentine d’Aubigny de Fromental Halévy (1856). Sa voix, pure et agile, quoique mince et fragile, est particulièrement admirée dans les notées élevées. Elle chante les rôles de soprano léger à l’Opéra de Paris de 1860 à 1864.
Après avoir tourné en province pendant deux ans, elle crée son dernier rôle à l’Opéra-Comique en 1866 dans Fior d’Aliza de Massé. De santé fragile et atteinte par la tuberculose, elle se retire de la scène peu après et passe ses quatre dernières années à Pau, au côté de son mari, le violoniste Amédée Van den Heuvel, qu'elle avait épousé  le 12 septembre 1856 à Paris.

## Sources
- (fr) Andrew Gann, « Caroline Duprez », Dictionnaire de la musique en France au XIXe siècle sous la direction de Joël-Marie Fauquet, Fayard, Paris, 2003, 1406 p.  (ISBN 2-213-59316-7)